# Фрајсе (Торино)
Фрајсе је насеље у Италији у округу Торино, региону Пијемонт.
Према процени из 2011. у насељу је живело 50 становника. Насеље се налази на надморској висини од 1438 м.